# 不冻河
不冻河，位于中华人民共和国内蒙古自治区乌兰察布市商都县境内的一季节性河流，发源于商都县西北西井子镇韩元沟村西山顶，东流至屯垦队镇前海子村转东南流，经前屯垦队镇政府驻地、顺成公司村、壕欠村、池家村、郭家村、不冻河水库、县城城区东郊、北大村、小海子镇丰韩村、田家村、十八顷镇泉脑子村等地，于小海子镇任家村委会张四田村东南汇入察汗淖。河长82.5千米，集水面积1190.87平方千米，河道平均比降3.49‰。
在2021年商都县人民政府发布河湖管理范围的公告中，划定的不冻河河道长度为59.87千米，左岸划界长度58.31千米，右岸划界长度58.93千米。